# Hippocratea andina
Hippocratea andina là một loài thực vật có hoa trong họ Dây gối. Loài này được (Miers) J.F.Macbr. mô tả khoa học đầu tiên năm 1951.